# Tour de l'Avenir
Le Tour de l'Avenir est une compétition cycliste par étapes créée en 1961 se déroulant aux mois d'août ou de septembre (depuis 1985). Elle met aux prises uniquement des coureurs espoirs (moins de 23 ans) et est considérée comme l'une des courses les plus prestigieuses au monde pour la catégorie d'âge et est souvent présentée comme le Tour de France des moins de 23 ans.
En 2023, un Tour de l'Avenir Femmes pour les coureuses de moins de 23 ans est créé. Il est disputé sous la forme d'une course par étapes de cinq jours et se déroule directement après le Tour de l'Avenir masculin en août.

## Histoire
L'épreuve est créée en 1961 par Jacques Marchand, rédacteur en chef de L'Équipe. La course a changé plusieurs fois de nom au cours de son histoire. De 1972 à 1979, elle s'appelle le Trophée Peugeot de l'Avenir en référence à son parrain officiel. Puis de 1986 à 1990, cette course prend le nom de Tour de la Communauté européenne car elle est organisée avec le concours de la Communauté européenne avec le soutien de son président Jacques Delors et du Parlement européen. Depuis 1992, la compétition s'appelle le Tour de l'Avenir.
À sa naissance, le Tour de l'Avenir réunissait des équipes nationales composées de huit coureurs dont la moitié âgée de moins de 25 ans. Progressivement, depuis 1981, la course a été ouverte aux professionnels et ces derniers ont côtoyé les sélections nationales pour finalement devenir majoritaires dans le peloton. En 2007 la formule évolue, elle est à présent réservée aux jeunes coureurs de 19 à 22 ans. Le Tour de l'Avenir fait désormais partie de l'UCI Europe Tour (catégorie 2.1) et de la Coupe des Nations espoirs. De ce fait, elle regroupe de nouveau des équipes nationales et régionales avec des coureurs âgés au maximum de 22 ans.
Le Tour de l'Avenir est aujourd'hui considéré comme un Tour de France pour jeunes. Depuis 1996, les organisateurs s'inspirent du Tour de France en organisant une dizaine d'étapes sur les mêmes terrains. Ainsi, on retrouve des étapes de plaines, un contre-la-montre et des étapes de haute montagne et des maillots distinctifs (jaune, vert et blanc à pois rouges) de mêmes couleurs que sur le Tour de France.
Felice Gimondi, Joop Zoetemelk, Greg LeMond, Miguel Indurain, Laurent Fignon, Egan Bernal et Tadej Pogačar figurent notamment au palmarès du Tour de l'Avenir. Ces sept coureurs ont remporté au total 14 Tours de France.
Une version pour les coureurs juniors (17 et 18 ans) existait sous le nom de la Route de l'Avenir entre 2000 et 2007.
Organisée jusqu'en 2011 par Amaury Sport Organisation, l'épreuve est désormais organisée par Alpes Vélo. ASO soutient toujours fortement l'épreuve en y apportant des moyens techniques et humains nécessaires à la réalisation sportive. Depuis 2012, l'UCI a mis en place une plateforme de formation aux métiers du cyclisme ; l'épreuve française est un support en conditions réelles de course pour l'apprentissage ou le perfectionnement des différents intervenants : commissaires, régulateurs, speakers sur radio tour, motos infos, pilotes de véhicules...
L'édition 2020 qui devait se courir en août est annulée pour cause d'épidémie de coronavirus.

## Évolution du nom de la course
Le tableau montre les différents noms de la course de 1961 à nos jours.
| Année            | Nom                                           |
| ---------------- | --------------------------------------------- |
| 1961–1969        | Tour de l'Avenir                              |
| 1970             | Grand Prix de l'Avenir (Paris-Vierzon-Thiers) |
| 1971             | Tour de l'Avenir                              |
| 1972–1978        | Trophée Peugeot de l'Avenir                   |
| 1979–1985        | Tour de l'Avenir                              |
| 1986–1990        | Tour de la Communauté européenne              |
| 1992–aujourd'hui | Tour de l'Avenir                              |

## Classements et maillots
Les maillots de leader sont les mêmes qu'au Tour de France, ASO ayant pendant plusieurs années été l'organisateur de la course. Le maillot blanc est attribué pour la première fois lors de l'édition 2021.
Deux coureurs ont réussi à remporter l'ensemble des maillots de l'épreuve la même année (classement général, classement par points et classement du meilleur grimpeur) : Warren Barguil (2012), Isaac Del Toro (2023).

### Classement général
Le leader du classement général porte un maillot jaune. La France est en tête au nombre de victoires finales (19), devant l'Espagne (12), la Colombie (6), la Belgique et l'Italie (4), les Pays-Bas (3), l'URSS, la Russie et la Norvège (2). Le Danemark, la Suède, les États-Unis, la RDA, la Slovénie et le Mexique ont remporté une seule édition.
Le Soviétique Sergueï Soukhoroutchenkov (1978, 1979) est le seul coureur à avoir remporté deux Tours de l'Avenir.
Trois coureurs ont terminé deux fois deuxième : Wolfgang Steinmayr (1973 et 1974), Sergueï Soukhoroutchenkov (1980 et 1981) et Laurent Bezault (1987 et 1989).

### Classement par points
Le leader du classement par points porte un maillot vert.
Cinq coureurs ont remporté deux maillots verts :

Harry Steevens (1965 et 1966), Enrique Martinez Heredia (1973 et 1974), Alexandre Averine (1978 et 1979), Olaf Ludwig (1982 et 1983) et Laurent Jalabert (1988 et 1990).

### Classement du meilleur grimpeur
Le leader du classement du meilleur grimpeur porte un maillot blanc à pois rouges (similaire à celui du Tour de France). La France détient le record de victoires au classement du meilleur grimpeur avec 13 victoires.
Le Français Patrice Halgand (1995 et 1997) et le Soviétique Sergueï Morozov (1978 et 1979) sont les seuls à avoir réalisé le doublé.

### Classement par équipes
La France détient le record de victoires au classement par équipes avec 16 victoires (7 formations nationales - 9 équipes de marque). Elle devance l'Espagne et ses 14 victoires (6 formations nationales - 8 équipes de marque).

## Palmarès

### Palmarès détaillé
| Année | Vainqueur                                   | Étapes                                      | Distance                                    | Vitesse                                     | Classement par points                       | Classement de la montagne                   | Classement du meilleur jeune                | Classement par équipes |
| 1961  | Guido De Rosso                              | 14                                          | 2 209 km                                    | 36,8 km/h                                   | -                                           | Giorgio Zancanaro                           |                                             | Espagne                |
| 1962  | Antonio Gómez del Moral                     | 14                                          | 2 125 km                                    | 38,6 km/h                                   | -                                           | Adolf Heeb                                  |                                             | Pays-Bas               |
| 1963  | André Zimmermann                            | 14                                          | 2 061 km                                    | 37,5 km/h                                   | -                                           | Ginés Garcia Peran                          |                                             | Espagne                |
| 1964  | Felice Gimondi                              | 13                                          | 1 961 km                                    | 37,7 km/h                                   | Juan José Sagarduy                          | Juan José Sagarduy                          |                                             | Espagne                |
| 1965  | Mariano Díaz                                | 12                                          | 2 175 km                                    | 37,6 km/h                                   | Harry Steevens                              | Mariano Díaz                                |                                             | Espagne                |
| 1966  | Mino Denti                                  | 12                                          | 1 937 km                                    | 37,4 km/h                                   | Harry Steevens                              | Giorgio Favaro                              |                                             | Espagne                |
| 1967  | Christian Robini                            | 10                                          | 1 560 km                                    | 37,8 km/h                                   | Cyrille Guimard                             | Arturo Pecchielan                           |                                             | France                 |
| 1968  | Jean-Pierre Boulard                         | 12                                          | 1 583 km                                    | 37,9 km/h                                   | Roger De Vlaeminck                          | Lucien Van Impe                             |                                             | France                 |
| 1969  | Joop Zoetemelk                              | 10                                          | 1 895 km                                    | 40,7 km/h                                   | Gérard Besnard                              | Marcel Duchemin                             |                                             | Pays-Bas               |
| 1970  | Marcel Duchemin                             | 4                                           | 788 km                                      | 37,8 km/h                                   | -                                           | Franco Balduzzi                             |                                             |                        |
| 1971  | Régis Ovion                                 | 11                                          | 1 654 km                                    | 35,9 km/h                                   | Bruno Hubschmid                             | Mathias Pustjens                            |                                             | France                 |
| 1972  | Fedor den Hertog                            | 13                                          | 1 621 km                                    | 38,6 km/h                                   | Cees Priem                                  | Ueli Sutter                                 |                                             | Pays-Bas               |
| 1973  | Gianbattista Baronchelli                    | 13                                          | 1 577 km                                    | 38,0 km/h                                   | Enrique Martinez Heredia                    | Julian Andiano                              |                                             | Suisse                 |
| 1974  | Enrique Martinez Heredia                    | 11                                          | 1 299 km                                    | 37,2 km/h                                   | Enrique Martinez Heredia                    | Wolfgang Steinmayr                          |                                             | Pologne                |
| 1975  | Non disputé                                 | Non disputé                                 | Non disputé                                 | Non disputé                                 | Non disputé                                 | Non disputé                                 | Non disputé                                 |                        |
| 1976  | Sven-Ake Nilsson                            | 9                                           | 994 km                                      | 37,2 km/h                                   | Jiri Bartolsic                              | Fernando Cabrero                            |                                             | Espagne                |
| 1977  | Eddy Schepers                               | 13                                          | 1 498 km                                    | 40,1 km/h                                   | Guido Van Calster                           | Bernard Becaas                              |                                             | Belgique               |
| 1978  | Sergueï Soukhoroutchenkov                   | 15                                          | 1 590 km                                    | 37,4 km/h                                   | Alexandre Averine                           | Sergueï Morozov                             |                                             | Union soviétique       |
| 1979  | Sergueï Soukhoroutchenkov                   | 14                                          | 1 726 km                                    | 36,4 km/h                                   | Alexandre Averine                           | Sergueï Morozov                             |                                             | Union soviétique       |
| 1980  | Alfonso Flórez                              | 14                                          | 1 677 km                                    | 38,7 km/h                                   | Youri Barinov                               | Ramazan Galaletdinov                        |                                             | Union soviétique       |
| 1981  | Pascal Simon                                | 15                                          | 1 511 km                                    | 38,0 km/h                                   | Patrick Bonnet                              | José Patrocinio Jiménez                     |                                             | Union soviétique       |
| 1982  | Greg LeMond                                 | 12                                          | 1 338 km                                    | 37,5 km/h                                   | Olaf Ludwig                                 | Rafael Acevedo                              |                                             | Allemagne de l'Est     |
| 1983  | Olaf Ludwig                                 | 16                                          | 1 945 km                                    | 40,2 km/h                                   | Olaf Ludwig                                 | Antonio Alves                               |                                             | Allemagne de l'Est     |
| 1984  | Charly Mottet                               | 13                                          | 1 635 km                                    | 38,1 km/h                                   | Benny Van Brabant                           | Reynel Montoya                              |                                             | Renault-Elf            |
| 1985  | Martín Ramírez                              | 14                                          | 1 612 km                                    | 36,8 km/h                                   | Alexandre Zinoviev                          | Samuel Cabrera                              |                                             | Café de Colombia       |
| 1986  | Miguel Indurain                             | 15                                          | 1 738 km                                    | 40,4 km/h                                   | Miguel Indurain                             | Patrice Esnault                             |                                             | Système U              |
| 1987  | Marc Madiot                                 | 12                                          | 1714 km                                     | 40,5 km/h                                   | Dimitri Konyshev                            | Henry Cárdenas                              |                                             | France                 |
| 1988  | Laurent Fignon                              | 12                                          | 1 832 km                                    | 41,8 km/h                                   | Laurent Jalabert                            | Carlos Pereira                              |                                             | Système U              |
| 1989  | Pascal Lino                                 | 9                                           | 1 424 km                                    | 38,9 km/h                                   | Peter De Clercq                             | Didier Virvaleix                            |                                             | Toshiba                |
| 1990  | Johan Bruyneel                              | 10                                          | 1 369 km                                    | 39,3 km/h                                   | Laurent Jalabert                            | Martial Gayant                              |                                             | Toshiba                |
| 1991  | Non disputé                                 | Non disputé                                 | Non disputé                                 | Non disputé                                 | Non disputé                                 | Non disputé                                 | Non disputé                                 |                        |
| 1992  | Hervé Garel                                 | 12                                          | 1 527 km                                    | 42,0 km/h                                   | Marcel Wüst                                 | Lance Armstrong                             |                                             | RMO                    |
| 1993  | Thomas Davy                                 | 12                                          | 1 543 km                                    | 41,9 km/h                                   | Jaan Kirsipuu                               | Bo Hamburger                                |                                             | Castorama              |
| 1994  | Ángel Casero                                | 11                                          | 1 591 km                                    | 42,3 km/h                                   | Tristan Hoffman                             | Michael Blaudzun                            |                                             | Banesto                |
| 1995  | Emmanuel Magnien                            | 11                                          | 1 613 km                                    | 41,6 km/h                                   | Damien Nazon                                | Patrice Halgand                             |                                             | Castorama              |
| 1996  | David Etxebarria                            | 11                                          | 1 858 km                                    | 38,1 km/h                                   | Glenn D'Hollander                           | Sergueï Ivanov                              |                                             | Once                   |
| 1997  | Laurent Roux                                | 9                                           | 1 344 km                                    | 40,3 km/h                                   | Jeremy Hunt                                 | Patrice Halgand                             |                                             | Once                   |
| 1998  | Christophe Rinero                           | 9                                           | 1 471 km                                    | 38,1 km/h                                   | Peter Wuyts                                 | Joseba Beloki                               |                                             | Euskaltel-Euskadi      |
| 1999  | Unai Osa                                    | 10                                          | 1 542 km                                    | 40,7 km/h                                   | Gerhard Trampusch                           | Steve Vermaut                               |                                             | Banesto                |
| 2000  | Iker Flores                                 | 10                                          | 1 562 km                                    | 40,8 km/h                                   | Luca Paolini                                | Sylvain Chavanel                            |                                             | Euskaltel-Euskadi      |
| 2001  | Denis Menchov                               | 10                                          | 1 632 km                                    | 42,1 km/h                                   | Baden Cooke                                 | Jesús Manzano                               |                                             | Ibanesto.com           |
| 2002  | Evgueni Petrov                              | 10                                          | 1 463 km                                    | 40,9 km/h                                   | Alexandre Usov                              | Christophe Laurent                          |                                             | Euskaltel-Euskadi      |
| 2003  | Egoi Martínez                               | 10                                          | 1 441 km                                    | 40,6 km/h                                   | Philippe Gilbert                            | Christophe Le Mével                         |                                             | Carvalhelhos-Boavista  |
| 2004  | Sylvain Calzati                             | 10                                          | 1 518 km                                    | 40,8 km/h                                   | Sébastien Chavanel                          | Yannick Talabardon                          |                                             | Vlaanderen-T Interim   |
| 2005  | Lars Bak                                    | 10                                          | 1 441 km                                    | 41,3 km/h                                   | Assan Bazayev                               | Saul Raisin                                 |                                             | Perutnina Ptuj         |
| 2006  | Moisés Dueñas                               | 10                                          | 1 397 km                                    | 39,4 km/h                                   | Bruno Neves                                 | Sergio Pardilla                             |                                             | Cofidis                |
| 2007  | Bauke Mollema                               | 10                                          | 1 435 km                                    | 40,8 km/h                                   | Dario Cataldo                               | Dario Cataldo                               |                                             | Danemark               |
| 2008  | Jan Bakelants                               | 10                                          | 1 386 km                                    | 38,9 km/h                                   | Maciej Paterski                             | Arnold Jeannesson                           |                                             | France A               |
| 2009  | Romain Sicard                               | 9                                           | 1 292,5 km                                  | 42,3 km/h                                   | Andreas Stauff                              | Nico Keinath                                |                                             | France A               |
| 2010  | Nairo Quintana                              | 8                                           | 1 013 km                                    | 37,756 km/h                                 | John Degenkolb                              | Jarlinson Pantano                           |                                             | Colombie               |
| 2011  | Esteban Chaves                              | 8                                           | 1 106 km                                    | 38,992 km/h                                 | Romain Bardet                               | Garikoitz Bravo                             |                                             | France                 |
| 2012  | Warren Barguil                              | 7                                           | 756 km                                      | 40,630 km/h                                 | Warren Barguil                              | Warren Barguil                              |                                             | Russie                 |
| 2013  | Rubén Fernández Andújar                     | 8                                           | 893,3 km                                    | 40,589 km/h                                 | Julian Alaphilippe                          | Kristian Haugaard                           |                                             | Kazakhstan             |
| 2014  | Miguel Ángel López                          | 8                                           | 912 km                                      | 38,170 km/h                                 | Davide Martinelli                           | Miguel Ángel López                          |                                             | Russie                 |
| 2015  | Marc Soler                                  | 8                                           | 963,8 km                                    | 38,682 km/h                                 | Jonas Koch                                  | Matvey Mamykin                              |                                             | Russie                 |
| 2016  | David Gaudu                                 | 8                                           | 895,1 km                                    | 38,039 km/h                                 | Vincenzo Albanese                           | Lucas Hamilton                              |                                             | Australie              |
| 2017  | Egan Bernal                                 | 9                                           | 1 221,2 km                                  | 40,788 km/h                                 | Kristoffer Halvorsen                        | Pavel Sivakov                               |                                             | Australie              |
| 2018  | Tadej Pogačar                               | 10                                          | 1 110,8 km                                  | 42,038 km/h                                 | Damien Touzé                                | Alejandro Osorio                            |                                             | Colombie               |
| 2019  | Tobias Foss                                 | 10                                          | 1 036,2 km                                  | 37,893 km/h                                 | Matteo Jorgenson                            | Jon Agirre                                  |                                             | Belgique               |
| 2020  | Annulé en raison de la pandémie de Covid-19 | Annulé en raison de la pandémie de Covid-19 | Annulé en raison de la pandémie de Covid-19 | Annulé en raison de la pandémie de Covid-19 | Annulé en raison de la pandémie de Covid-19 | Annulé en raison de la pandémie de Covid-19 | Annulé en raison de la pandémie de Covid-19 |                        |
| 2021  | Tobias Johannessen                          | 10                                          | 1 134 km                                    | 39,864 km/h                                 | Marijn van den Berg                         | Carlos Rodríguez                            | Carlos Rodríguez                            | Norvège                |
| 2022  | Cian Uijtdebroeks                           | 10                                          | 1 133 km                                    | 39,344 km/h                                 | Casper van Uden                             | Cian Uijtdebroeks                           | Cian Uijtdebroeks                           | Italie                 |
| 2023  | Isaac Del Toro                              | 9                                           | 882,7 km                                    | 40,116 km/h                                 | Isaac Del Toro                              | Isaac Del Toro                              | Isaac Del Toro                              | Italie                 |
| 2024  | Joseph Blackmore                            | 7                                           | 821,6 km                                    | km/h                                        | Joseph Blackmore                            | Tijmen Graat                                | Pablo Torres Arias                          | Italie                 |

## Records et statistiques
- Plus jeune vainqueur :  Cian Uijtdebroeks à 19 ans et 6 mois (2022), devant  Gianbattista Baronchelli à 19 ans, 10 mois et 16 jours (1973) et  David Gaudu à 19 ans, 10 mois et 17 jours (2016)
- Plus vieux vainqueur :  Marc Madiot à 28 ans et 5 mois (1987)
- Record de participations :  Miroslav Sýkora (7)
- Plus petit écart entre le vainqueur et le deuxième : 41 centièmes entre Sylvain Calzati et Thomas Lövkvist (2004)
- Plus grand écart entre le vainqueur et le deuxième : 13 minutes et 25 secondes entre Régis Ovion et Fedor den Hertog (1971)